# Serra de les Guixeres (Montblanc)
|  | Aquest article tracta sobre la Serra de les Guixeres de Montblanc. Vegeu-ne altres significats a «Serra de les Guixeres». |

La Serra de les Guixeres és una serra situada als municipis de Valls, a la comarca de l'Alt Camp, i de Montblanc, a la de la Conca de Barberà, amb una elevació màxima de 706 metres.